# Persönlichkeiten aus Politik, Kunst und Wissenschaft
Persönlichkeiten aus Politik, Kunst und Wissenschaft war der Name zweier Briefmarkendauerserien, die zum einen 1948 in der Sowjetischen Besatzungszone (SBZ) und zum anderen 1952 in der DDR erschienen waren. Beide Serien konnten teilweise bis Anfang 1954 benutzt werden.

## Beschreibung
Da Motiv, Farbgebung, Druck und Wert der von Heinrich Ilgenfritz entworfenen Marken identisch waren, können die beiden Serien nur anhand der beim Druck verwendeten beiden Wasserzeichenpapiere unterschieden werden.
Die Marken wurden im Buchdruck zu je 100 Marken (10×10) in Bogen gedruckt. Es gibt zwei Trennungsarten: Kammzähnung 13:12½ und Kreuzkammzähnung 13:12 1/2, letztere erkennbar meist durch einen Versatz unter dem sechsten senkrechten Perforationsloch.
Von Sammlern werden die beiden Ausgaben als KÖPFE I (SBZ, Wz. 1 „Kreuzblumen“) und KÖPFE II (DDR, Wz. 2 „Posthorn und DDR“) bezeichnet. Die nachfolgende Nummerierung der Marken basiert auf dem Michel-Katalog. Allerdings wird die Katalogisierung derzeit überarbeitet, so dass die zur Markenbestimmung von dazu autorisierten Spezialsammlern vorgenommene Briefmarkenprüfung seit 2004 ausgesetzt ist. Voraussichtlich Ende 2009 wird eine neue Katalogisierung mit der getrennten Erfassung unterschiedlicher Zähnungsarten, Typen und Farben vorliegen.

### SBZ-Ausgabe
Die 16 Briefmarken aus der SBZ (Nummern: 212 bis 227) erschienen ab dem 11. Oktober 1948 und hatten Kreuzblumen (Wz. 1) als Wasserzeichen. Die Auflagen von 1948 bis 1952 wurden in der Druckerei Giesecke & Devrient (ab 1. Januar 1949: VEB Deutsche Wertpapierdruckerei) in Leipzig gedruckt. Vom 14. Juni bis 15. September 1949 wurden die Marken der SBZ in West-Berlin nicht anerkannt (Berliner Postkrieg).

### DDR-Ausgabe
Die 15 DDR-Briefmarken (Nummern: 327 bis 341) erschienen am 16. April 1952 und hatten als Wasserzeichen (Wz. 2) ein Posthorn sowie „DDR“. Dieses Wasserzeichen kommt in verschiedenen Stellungen (Bezeichnung 2XI und XII als stehend, 2YI und YII als liegend) vor und ist daher besonders bei Spezialsammlern sehr gesucht. Es gibt Auflagen auf gewöhnlichem Papier (z) und auf mit Kreideaufstrich behandeltem „gestrichenen“ Papier (v). Durch die verschiedenen Papiere und Wasserzeichen gibt es bis zu 10 Varianten einer Wertstufe.
1952 erfolgte der Druck im VEB Graphische Werkstätten Leipzig. Dabei wurden neue Druckplatten angefertigt und meist auch neue Farben verwendet, die Spezialsammler unterscheiden.

### 80 Pf-Wert „Ernst Thälmann“ mit Lacküberzug der KÖPFE II-Serie
Beim Druck der blauen 80-Pf.-Marke mit dem Kopfbild Ernst Thälmanns kam es im Februar 1953 zu größeren Problemen, da die Farbe nicht trocknete und sich auch noch nach Tagen verwischen ließ. Man entschloss sich daraufhin, die Bögen nach dem Druck mit Lack zu überziehen. Solche Marken wurden auch an mehreren Postämtern in den Verkehr gebracht, bevor man bemerkte, dass sich nunmehr der Stempel von diesen Marken wieder entfernen lässt. Eilig wurde nun damit begonnen, diese Marken (und damit alle blauen Thälmann-Marken) aus dem Verkehr zu ziehen. An ihrer Stelle wurde eine Marke in roter Farbe (Michel-Nummer. 340) ausgegeben. Die kurzzeitig verwendeten sog. Lack-80 sind gesuchte Raritäten ersten Ranges, besonders auf Paketkarten-Abschnitten und Bedarfsbriefen mit Stempeln vor dem 1. April 1953. Postfrisch sind die Marken jedoch häufig. Später wurden massenhaft Sammlerbriefe angefertigt, und es gibt eine große Menge von Marken mit falschen Stempeln, weshalb man diese Marke nur durch einen BPP-Prüfer signiert erwerben sollte.
Gültigkeitsdauer
- 212, 214–225, 227: bis 28. Februar 1954
- 226, 339: bis 15. April 1953
- 213, 328: auf Briefen an Lotterie-Einnehmer bis 31. März 1954

## Markenliste
- Persönlichkeiten aus Politik und Kunst  und Wissenschaft